# مجلة اللب

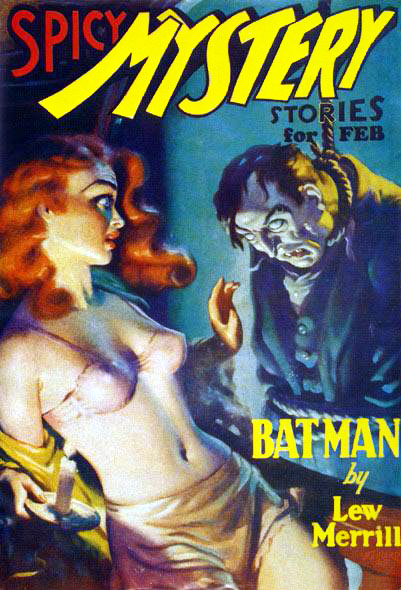

مجلات اللب (بالإنجليزية: Pulp magazine)‏ هي مجلات رخيصة تركز على القصص الخيالية نشرت من 1896 إلى خمسينات القرن الماضي في الولايات المتحدة. مجلة اللب الاعتيادية كان عرضها 17 سم وطولها 25 سم وسمكها 1.3 سم، وتتمد إلى 128 صفحة. مجلات اللب كان تطبع على ورق رخيص وخشن ذو حواف غير مقصوصة. مصطلح لب مستمد من ورق لب الخشب الرخيص والذي كانت تطبع عليه هذه المجلات. المجلات التي كانت تطبع على ورق أعلى جودة كانت تدعى "glossies" أو "slicks".